# Hyaenasuchus
Hyaenasuchus is een geslacht van uitgestorven therapsiden, behorend tot Therocephalia. Het leefde in het Midden-Perm (ongeveer 265 - 260 miljoen jaar geleden) en zijn fossiele overblijfselen zijn gevonden in Zuid-Afrika.

## Naamgeving
De typesoort Hyaenasuchus whaitsi werd in 1908 benoemd door Robert Broom. De geslachtsnaam combineert de hyena met de Griekse naam voor de Egyptische krokodillengod, Souchos. De soortaanduiding eert dominee John H. Whaits.
Het holotype is SAM 1079, een verweerde schedel. Fossiele overblijfselen zijn gevonden in Zuid-Afrika in bodems van het Midden-Perm (Capitanien, Tapinocephalus-faunazone) in een vindplaats die bekend staat als Rietfontein.
Het geslacht is beschouwd als een jonger synoniem van Theriognathus.

## Beschrijving
Dit dier was groot: de schedel alleen was ongeveer vijfentwintig centimeter lang en er wordt aangenomen dat het hele dier twee meter lang zou kunnen worden. De schedel was voorzien van een langwerpige snuit, kleine oogkassen en grote slaapvensters die naar boven en opzij openden. Hyaenasuchus werd gekenmerkt door de aanwezigheid van dubbele hoektanden op elke maxillaire tak: deze hoektanden waren uitzonderlijk ontwikkeld, zowel in lengte als in robuustheid, en waren robuuster dan die van de verwante Trochosaurus. De schedel zelf was robuuster en het achterhoofd leunde meer naar beneden dan dat van Trochosaurus.

## Fylogenie
Hyaenasuchus (wiens naam 'krokodilhyena' betekent) is een nogal archaïsche vertegenwoordiger van de Therocephalia, een groep zeer gedifferentieerde therapsiden, die leefde tussen het Perm en het Trias. Hyaenasuchus was een van de vroegste en ook een van de meest basale Therocephalia. Andere soortgelijke Therocephalia zijn de eerder genoemde Trochosaurus en de nog archaïscher Lycosuchus.

## Paleo-ecologie
Hyaenasuchus was een van de grootste en meest efficiënte carnivoren in zijn omgeving, dankzij zijn zowel krachtige dubbele hoektanden als bovenste hoektanden.